# Geografia d'Hongria

Mapa topogràfic d'Hongria

Hongria és un estat sense litoral. Té una ubicació estratègica entre les principals rutes terrestres entre Europa occidental i la península Balcànica, així com entre Ucraïna i la conca mediterrània. Els rius que hi flueixen de nord a sud, el Danubi i el Tisza, divideixen l'estat en tres grans zones.

## Relleu
Bàsicament, Hongria és un estat dominat per planes. El 50% de la seva superfície és plana. N'hi ha diverses regions geomorfològiques:
El principal río n'es el Danubi, que recorre Hongria de nord a sud al llarg de 417 km. És un riu molt cabalós, sobretot a primeries d'estiu; el cim més alt n'és el Kekes con 1.015 m d'altitud.
Hongria té un clima continental, amb hiverns freds i estius entre temperats i calorosos. La temperatura mitjana anual és de 10 °C, a l'estiu de 27 a 35 °C, i a l'hivern de 0 a -15 °C.

La pluviositat mitjana anual n'és de 600 mm. La distribució i freqüència de la pluja són impredictibles. La part occidental usualment rep més pluja que la part oriental, on pot haver-hi severes sequeres a l'estiu. Les condicions de temps en la Gran plana poden ser especialment dures, amb estius calorosos, hiverns freds i poques precipitacions.

## Medi ambient
A la zona de muntanya abunden els boscs de fulla caduca, amb faigs i roures. WWF inclou la totalitat del territori d'Hongria en l'ecoregió de bosc temperat de frondoses denominada bosc mixt de Pannònia.
En la plana, la vegetació és estepària. En la Gran Plana hongaresa es troben el Parc Nacional d'Hortobágy i el de Kiskunság (Bugac, Apajpuszta, Lajosmizse).
Segons la normativa de la Unió Europea, el territori d'Hongria pertany a la regió biogeogràfica pannònica. Engloba cinc reserves de la biosfera: des de 1979, Aggtelek, Hortobágy, Kiskunság i el llac Fertö tó, als quals se sumà Pilis al 1980. 235.430 hectàrees estan protegides com a aiguamolls d'importància internacional a l'empara del conveni de Ramsar, en total, 28 llocs Ramsar. Té 5 parcs nacionals: Aggteleki, Bükki, Fertö-Hanság, Hortobágyi i Kiskunsági.
Als anys vuitanta, el camp començava a mostrar els efectes de la contaminació, tant per herbicides usats en l'agricultura com per contaminants industrials. El més notable és la gradual contaminació dels cursos d'aigua, que posen en perill els peixos i la fauna. Tot i la preocupació creixent sobre aquestes amenaces, no s'han adoptat encara mesures decisives per detenir-les. La millora de les normes d'Hongria en el tractament dels residus, l'eficiència energètica i la contaminació de l'aire, el sòl i l'aigua per complir amb les exigències d'Unió Europea requeriran grans inversions.

## Geografia humana
La població d'Hongria es calcula en 9.905.596 habitants (juliol de 2009). D'ella, el 68% viu en zones urbanes (2008).

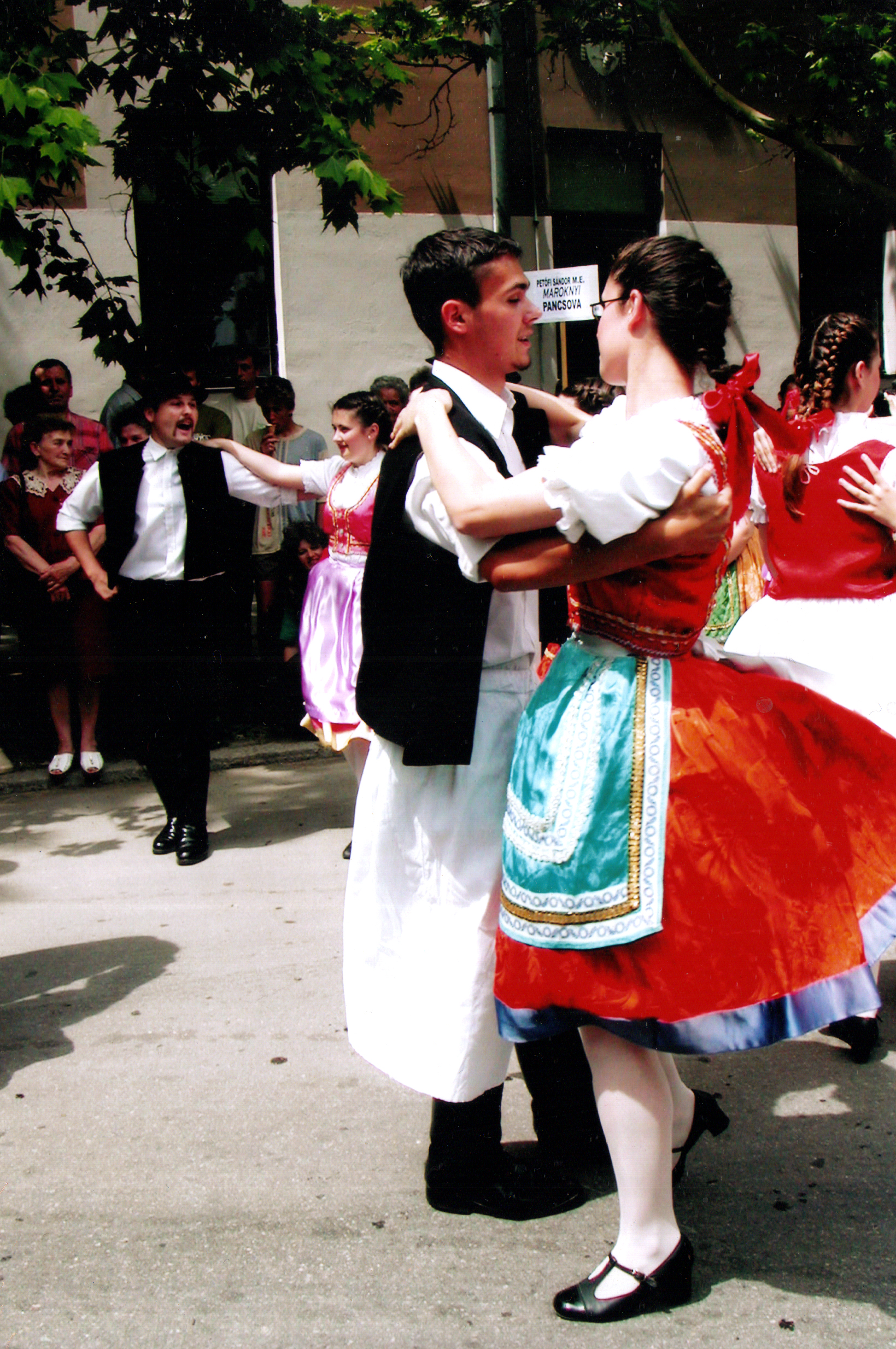
Una parella ballant zarda amb el vestit nacional hongarés

Mapa d'Hongria amb les principals localitats, línies de comunicació i accidents geogràfics

Els grups ètnics d'Hongria, segons el cens de 2001, són: hongaresos 92,3%, gitanos 1,9%, altres o desconegut 5,8%. Hi predomina el catolicisme: 51,9%, tot i que hi ha diversos grups protestants (calvinistes, 15,9%, luterans 3%) a més de catòlics grecs 2,6% i altres cristians 1%; altres o sense especificar 11,1%, sense afiliar 14,5%. L'idioma majoritari n'és l'hongarés: 93,6%.
La capital n'és Budapest, que té una població d'1.712.210 habitants (2009). Altres poblacions de més de 100.000 habitants són: Debrecen, Miskolc i Szeged. El 1999, la llei 1999/XCII i la 1996/XXI establiren a Hongria set regions: 
- Hongria Septentrional: Borsod-Abaúj-Zemplén, Heves i Nógrád.
- Gran Plana Septentrional: Hajdú-Bihar, Jász-Nagykun-Szolnok i Szabolcs-Szatmár-Bereg.
- Gran Plana Meridional: Bács-Kiskun, Békés i Csongrád.
- Hongria Central: Pest i la capital, Budapest.
- Transdanubi Central: Komárom-Esztergom, Fejér i Veszprém.
- Transdanubi Occidental: Győr-Moson-Sopron, Vas i Zala.
- Transdanubi Meridional: Baranya, Somogy i Tolna.

A part de Budapest, la capital (fovaros), l'estat es divideix administrativament en 19 comtats (megyek) i 23 comtats urbans. Els comtats són: Bacs-Kiskun, Baranya, Bekes, Borsod-Abauj-Zemplen, Csongrad, Fejer, Gyor-Moson-Sopron, Hajdu-Bihar, Heves, Jasz-Nagykun-Szolnok, Komarom-Esztergom, Nograd, Pest, Somogy, Szabolcs-Szatmar-Bereg, Tolna, Vas, Veszprem i Zala.
Els comtats urbans són: Bekescsaba, Debrecen, Dunaujvaros, Eger, Erd, Gyor, Hodmezovasarhely, Kaposvar, Kecskemet, Miskolc, Nagykanizsa, Nyiregyhaza, Pecs, Salgotarjan, Sopron, Szeged, Szekesfehervar, Szekszard, Szolnok, Szombathely, Tatabanya, Veszprem i Zalaegerszeg.

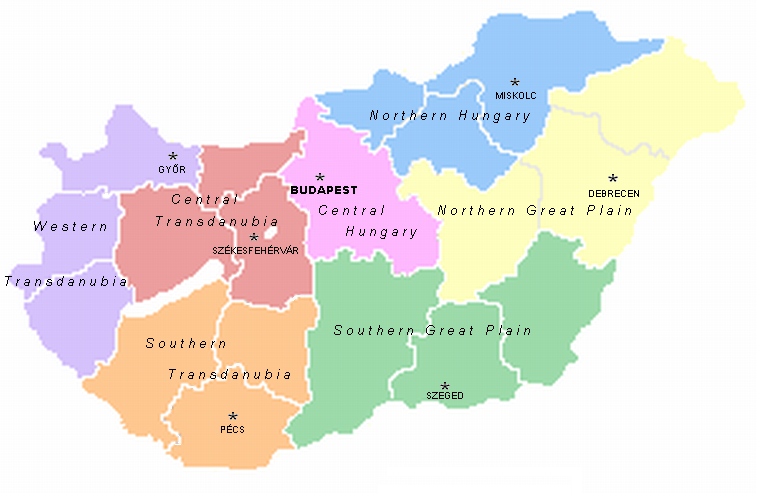
Regions d'Hongria, amb els comtats de cadascuna

## Geografia econòmica
Els recursos naturals d'Hongria són: bauxita, carbó, gas natural, sòls fèrtils i terra arable. Aquesta última representa el 49,58% de l'ús de la terra, 2,06% en són collites permanents i la resta el 48,36% (2005). El regadiu abasta 2.300 km² (2003).
El PIB per sector n'és: agricultura 3,4%, indústria 34,3% i serveis 62,4% (2009). La població activa es divideix en: agricultura 5%, indústria 32,4% i serveis 62,6% (2005) 
Hongria ha realitzat la transició d'una economia planificada a una economia de mercat amb uns ingressos per capita de gairebé dos terços de la mitjana de la Unió Europea. Al sector privat es deu més del 80% del PIB. La propietat estrangera i la inversió en firmes hongareses està molt expandida, amb una inversió estrangera acumulada que fa un total de més de 200 bilions de dòlars des de 1989. Les mesures d'austeritat del govern, imposades des de finals de 2006, han reduït el dèficit públic de més del 9% del PIB al 2006 al 3,3% del 2008.
Els productes agrícoles en són: blat, dacsa, pipes de gira-sol i remolatxa sucrera. El bestiar n'és boví, porcí, aviram i productes làctics. La indústria existent n'és la minera, metal·lúrgia, materials de construcció, aliments processats, tèxtil, productes químics (especialment farmacèutics) i vehicles de motor.
Hi ha 4.407 km de gaseoductes i 987 km d'oleoductes;8.057 km de vies fèrries i 159.568 km de carreteres, d'elles 626 km d'autopistes. Les vies fluvials tenen una extensió de 1.622 km (en la major part al Danubi, 2008). Els ports i terminals en són: Budapest, Dunaújváros, Gyor-Gonyu, Csepel, Baja i Mohács.